# قاعدة كيندلي الجوية

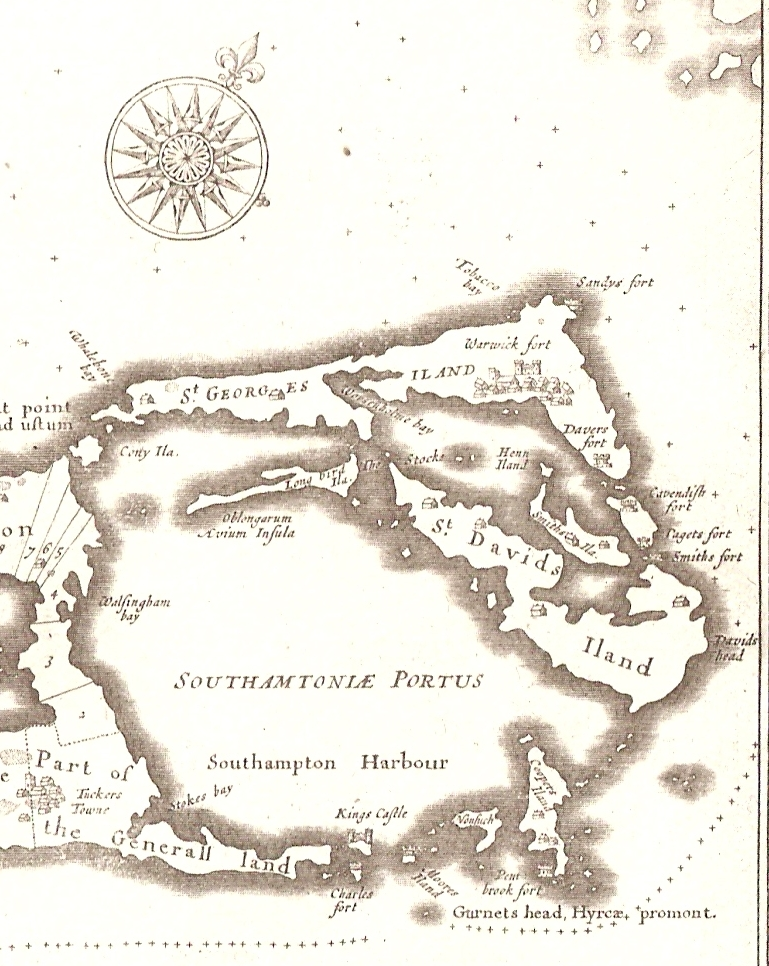
جزيرة القديس داود، في 1676. تغير شكل جزيرة القديس داود، وميناء كاستل (ميناء ساوثامبتون في الأصل)، بشكل جذري من خلال بناء المطار، الذي بدأ في عام 1941.

قاعدة كيندلي الجوية (بالإنجليزية: Kindley Air Force Base)، هي قاعدة جوية سابقة للقوات الجوية الأمريكية تقع في برمودا، أُنشئت في عام 1943 من قِبل القوات الجوية الأمريكية.

## التاريخ

### الحرب العالمية الثانية
قبل التدخل الأمريكي في الحرب العالمية الثانية، وحكومات المملكة المتحدة والولايات المتحدة بزعامة رئيس الوزراء ونستون تشرشل و‌الرئيس روزفلت، في عام 1941 وقعت الولايات المتحدة على اتفاقية الإقراض مع المملكة المتحدة، وإعطاء الفائض البريطاني المدمرات البحرية الأمريكية في مقابل حقوق التأجير لمدة 99 عاماً لإنشاء قواعد بحرية وجوية في بعض الأراضي البريطانية. على الرغم من عدم تضمينها في هذه التجارة، منح ونستون تشرشل الولايات المتحدة مماثلة إيجار لمدة 99 عاماً «بحرية وبدون اعتبار» في كل من برمودا ونيوفاوندلاند. (إن الاعتقاد السائد بأن القواعد البرمودية كانت جزءاً من التجارة غير صحيحة). إن ميزة بريطانيا في منح هذه الحقوق الأساسية هي أن الولايات المتحدة المحايدة قد تحملت مسؤولية أمن هذه الأراضي بشكل فعال، وتحرير القوات البريطانية لنشرها النهايات الأكثر وضوحاً للحرب. وتنص شروط الحقوق الأساسية الممنوحة لبرمودا على أن يستخدم المطار الذي شيدته الولايات المتحدة بالاشتراك مع سلاح الجو الملكي.
وبما أن حكومة برمودا لم تكن طرفاً في الاتفاقية، فإن وصول المهندسين الأمريكيين في عام 1941 جاء بمثابة مفاجأة للكثيرين في برمودا. بدأ المهندسون الأمريكيون في مسح المستعمرة لبناء مطار كان من المتوقع أن يستولو على معظم الطرف الغربي في الجزيرة. أدت الاحتجاجات المحمومة إلى لندن من قبل الحاكم والسياسيين المحليين إلى تعديل تلك الخطط. سيقوم الجيش الأمريكي ببناء مطار في شمال قلعة هاربور. ستقوم البحرية الأمريكية ببناء محطة للقوارب الطائرة في الطرف الغربي.
كان المقصود من المطار أن يكون منشأة مشتركة للقوات الجوية الأمريكية و‌سلاح الجو الملكي، لاستخدامها في المقام الأول كنقطة انطلاق للرحلات عبر الأطلسي بواسطة الطائرات. عندما احتل الجيش الأمريكي المنطقة قام بإنشاء حصن بيل، مع كيندلي فيلد (الذي سمي على شرف الطيار الأمريكي، فيلد إي. كيندلي، الذي خدم مع الفيلق الطائر الملكي خلال الحرب العالمية الأولى)، حيث كان المطار داخلها.
كانت هناك محطتان جويتان تعملان في برمودا في بداية الحرب العالمية الثانية، المطار المدني في جزيرة داريل، التي استولت عليه القوات الجوية الملكية طوال المدة، والمحطة الجوية البحرية الملكية في جزيرة بواز. وكان كلاهما يقتصران على تشغيل القوارب الطائرة، حيث لم تكن أرض برمودا المحدودة والمليئة بالتلال توفر موقعًا واضحًا للمطار. نجح الجيش الأمريكي في بناء المطار عن طريق تسوية الجزر الصغيرة وعبور الممرات المائية (في الطرف الغربي استخدمت البحرية الأمريكية الأساليب نفسها لإنشاء محطتها الجوية البحرية والتي كانت - مثل القواعد البريطانية - مقتصرة على استخدام الطائرات البحرية).
قام جيش الولايات المتحدة بتسوية جزيرة لونجبيرد، وجزر أصغر في شمال قلعة هاربور، ومدَّ الممرات المائية وجزءًا من الميناء لجعل الأرض متجاورة مع جزيرة القديس داود. وبذلك قد أُضيف 750 فداناً (3 كم²) إلى كتلة برمودا البرية، وبذلك يصل إجمالي مساحة القاعدة إلى 1,165 فداناً (4.7 كم²). تم الانتهاء من المطار في عام 1943، والمعروفة باسم حقل كيندلي بعد الحرب العالمية الأولى طيار. تم أخذ معظم القاعدة من قبل القوات الجوية للجيش الأمريكي. أما الطرف الغربي للمطار بالقرب من الجسر أخذه سلاح الجو الملكي. قيادة سلاح الجو الملكي التي كانت موجودة سابقاً في جزيرة داريل، أُعيدت إلى قاعدة الطائرة، ولم يتبق سوى قيادة معدية سلاح الجو الملكي التي تعمل على داريل.

### ما بعد الحرب
ترك الجيش الأمريكي القاعدة باعتباره المؤسسة العسكرية الوحيدة في القاعدة بعد سحب كل من مؤسّسات سلاح الجو الملكي (في كيندلي فيلد وجزيرة داريل) في نهاية الحرب (تبعها إغلاق معظم حوض بناء السفن الملكي وسحب آخر وحدة من الجيش البريطاني في الخمسينات من القرن العشرين)، على الرغم من أن سلاح الجو الملكي (والأسطول الجوي للبحرية الملكية) استمر في استخدام نهاية الحقل، وتحويله إلى محطة الطيران المدني من قبل إدارة الطيران المدني لحكومة برمودا (برئاسة قائد القوات الجوية الملكية قائد الجناح مو وير)، كمركز انطلاق للرحلات عبر المحيط الأطلسي.
بقت حامية الولايات المتحدة برمودا مع القوات البرية لبقية الحرب، بما في ذلك فورت بيل. بعد انتهاء الأعمال العدائية، تم سحب قواتها البرية، بخلاف تلك المطلوبة للدفاع عن فورت بيل، في 1 يناير 1946، عندما سيطرت قيادة النقل الجوي التابعة للجيش الأمريكي على القاعدة بأكملها. توقفت عن تمييز المطار داخل القاعدة حيث تم إيقاف اسم فورت بيل وتم تطبيق كيندلي فيلد على كامل المرفق.
في عام 1947، تقرر فصل القوات الجوية الأمريكية من الجيش الأمريكي لإنشاء خدمة جوية منفصلة، القوات الجوية الأمريكية (USAF). وفقد فورت بيل تميزه من كيندلي فيلد في ذلك الوقت وتمت إعادة تسمية القاعدة بأكملها إلى قاعدة كيندلي الجوية (على الرغم من أن بعض المدنيين لا يزالون يشيرون إليها باسم كيندلي فيلد). واصلت القوات الجوية الأمريكية تشغيل القاعدة، في المقام الأول كمحطة للتزود بالوقود لرحلات عبر المحيط الأطلسي من قبل خدمة النقل الجوي العسكري (MATS) وطائرة القيادة الجوية الاستراتيجية (SAC).

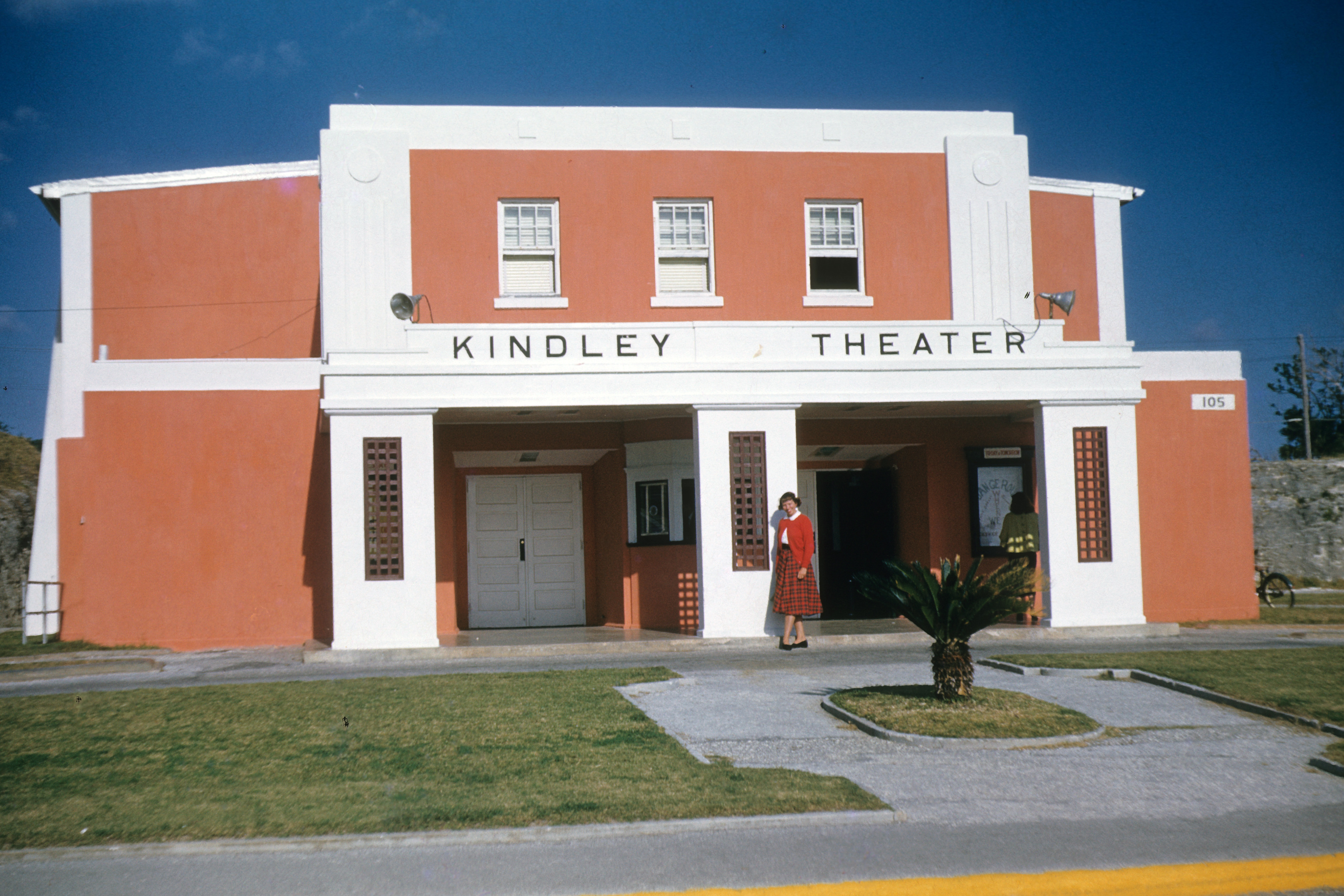

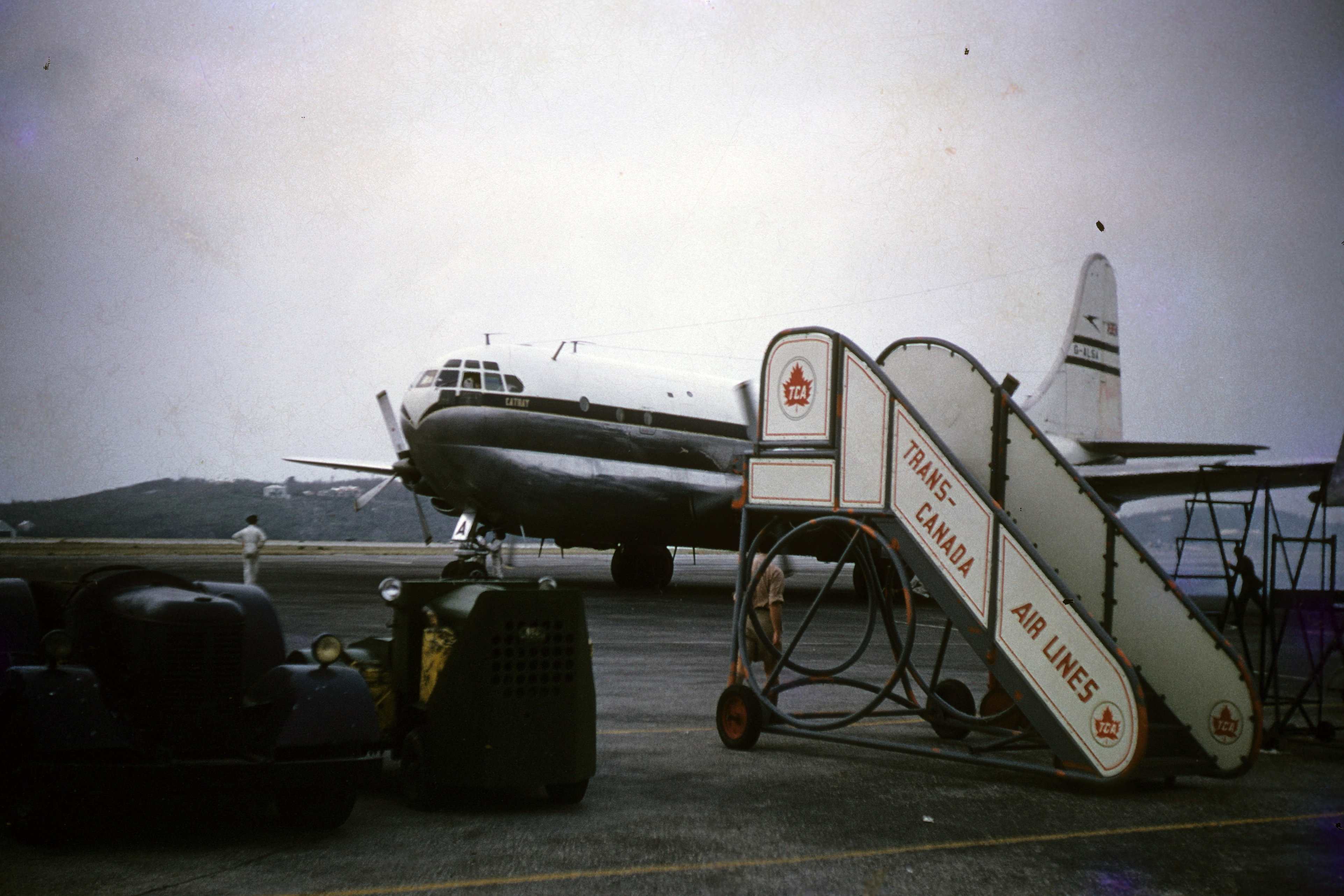

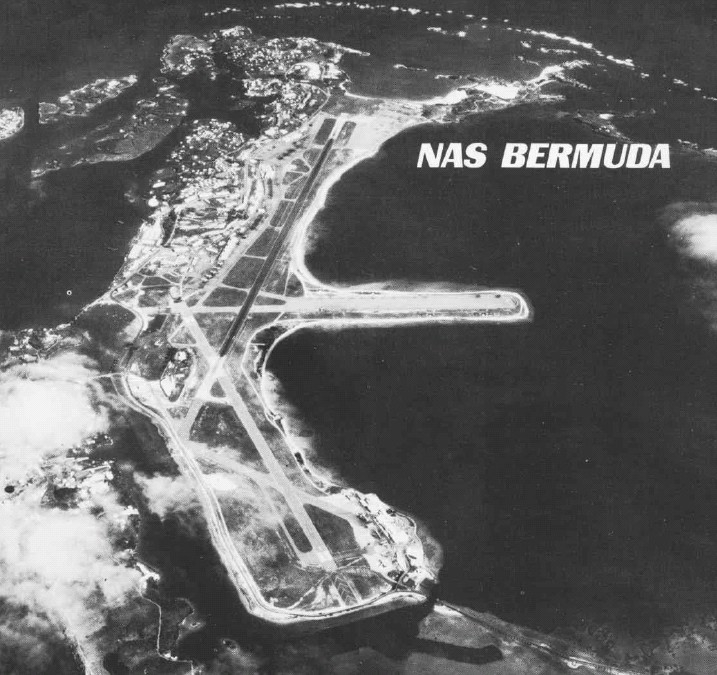

وخلال أزمة الصواريخ الكوبية، تم استخدام القاعدة أيضًا في تشغيل طائرات الاستطلاع لوكهيد بيه-2 نبتون و‌لوكهيد بيه-3 أوريون التابعة للبحرية الأمريكية على متن الطائرات التي تتعقب الشحن السوفيتي في المحيط الأطلسي. بحلول 1960، مع الزيادة في نطاق طائرات النقل، قد تضاءلت فائدة كيندلي الميدانية للقوات الجوية الأمريكية بسرعة.
وفي الوقت نفسه، كانت البحرية الأمريكية لا تزال تقوم بدوريات جوية مضادة للغواصات مع طائرات مارلن P5M/SP-5B البحرية من قاعدة العمليات البحرية برمودا في الطرف الغربي. في حين أن الدوريات الجوية في الحرب العالمية الثانية كانت تحمي السفن التجارية في المحيط الأطلسي، كانت الدوريات في الحرب الباردة تهدف إلى حراسة المدن الأمريكية من الغواصات السوفيتية المسلحة بصواريخ باليستية ذات رؤوس حربية نووية. تم سحب قوارب مارتن الجوية التي استخدمتها البحرية منذ خمسينيات القرن العشرين واستبدلت بالطائرات. في عام 1965، نقلت البحرية الأمريكية عملياتها الجوية إلى كيندلي فيلد، وحلقت على متنها طائرات لوكهيد بيه-2 نبتون ولوكهيد بيه-3 أوريون. بعد أن حقق المطار أهمية أكبر بكثير للعمليات البحرية، تم نقله بشكل دائم إلى حجز البحرية الأمريكية في عام 1970، ويعمل حتى عام 1995 كمحطة جوية بحرية أمريكية برمودا.
خلال المراحل الأخيرة من الحرب الباردة، تقوم البحرية الأمريكية عادة بتوجيه سرب دوري كامل يتكون من تسع طائرات لوكهيد بيه-3 أوريون على فترات تناوب لمدة ستة أشهر من قواعدها الرئيسية في البحرية الجوية محطة جاكسونفيل، فلوريدا، أو  البحرية الجوية محطة برونزويك، مين. وكثيراً ما تم تعزيز هذه الأسراب من قبل طائرات الاحتياط الجوية البحرية P-3A أو P-3B من قواعد مختلفة في شرق الولايات المتحدة، فضلاً  عن دعم حلف الناتو الحلفاء المكون من سلاح الجو الملكي هوكر سايدلي نمرود MR2s والقوات المسلحة الكندية لوكهيد سي بي 140 أورورا وغيرها من طائرات الاستطلاع والدوريات البحرية المماثلة من دول حلف الناتو الأخرى. خلال فترة واحدة في عام 1985 والتي تميزت بالنشاط الغواصة البحرية السوفيتية الثقيلة بشكل استثنائي قبالة الولايات المتحدة، وطائرات إضافية من طراز P-3C من البحرية الجوية محطة برونزويك والبحرية الجوية محطة جاكسونفيل، بالإضافة إلى العديد من طائرات لوكهيد إس-3 فايكنغ التابعة للبحرية الأمريكية، عادة ما تكون هذه الأخيرة ناقلة كما نُشرت منصة «إيه إس دبليو» القائمة على أساس قاعدة من حقل «ناس سيسيل» السابق بالقرب من جاكسونفيل، فلوريدا، مؤقتاً في برمودا من أجل تعزيز سرب «بي -3سي» المنشور إلى الأمام.
أُعيدت تسمية «البحرية الجوية محطة برمودا» السابقة إلى «ملحق المحطة الجوية البحرية» وخدمت في المقام الأول كمنصة لتزويد السفن البحرية الأمريكية وكمرفق دعم للمرفق البحري القريب (NAVFAC) برمودا الذي دعم نشاط نظام مراقبة الصوت تحت الماء (SOSUS). أغلقت كلتا القاعدتين في عام 1995 وأصبحت قاعدة كيندلي فيلد السابقة مطار برمودا الدولي الحالي.
منذ عام 1962، تم إطلاق العديد من الصواريخ الصوتية من كيندلي، وقامت الإدارة الوطنية للملاحة الجوية والفضاء بتشغيل محطة التتبع والقياس عن بعد في جزيرة كوبر، على الحافة الشرقية من المحطة الجوية البحرية السابقة منذ الستينيات من القرن الماضي لدعم عمليات الرحلات الفضائية المأهولة.

## انظر ايضاً
- برمودا
- القوات الجوية الأمريكية
- بحرية الولايات المتحدة
- سلاح الجو الملكي
- الولايات المتحدة
- المملكة المتحدة

## روابط خارجية
- برمودا أون لاين: القواعد العسكرية الأمريكية في برمودا من عام 1941 إلى عام 1995.
- ARKIES في الحرب: حقل تاريخ الجرافيت. نسخة محفوظة 24 أبريل 2006 على موقع واي باك مشين.
- Kindli AFB High School Webpage.
- Encyclopedia Astronautica: Kindley Field